# Сергей Брин
Сергей Брин (на английски: Sergey Brin; роден 21 август 1973 г., Москва) е компютърен специалист и учен, известен като един от основателите на Google (съвместно с Лари Пейдж), която е най-голямата Интернет компания в света, базирана на търсещите машини и рекламната технология. През 2017 г. списание „Forbes“ класира Брин като 13-ия по богатство човек в света. Живее в град Лос Алтос, Калифорния.

## Биография
Брин е роден на 21 август 1973 година в Москва, Съветски съюз, в руско еврейско семейство. Син е на Михаил Брин и Евгения Брин, възпитаници на Московския държавен университет. Емигрират в Съединените щати, когато той е на 6 години. Неговият баща е професор по математика в Университета на Мериленд (Maryland, College Park), а майка му – изследовател в НАСА (Goddard Space Flight Center).
Следва в Университета на Мериленд. След дипломирането си се мести в Станфордския университет, където защитава магистърска степен по компютърни науки. Там се запознава с Лари Пейдж и бързо се сприятеляват. Брин прилага система за извличане на данни за изграждане на по-висша търсачка. Програмата става популярна в Станфорд и те преустановяват своите проучвания, за да стартират Google в нает гараж.
През 2011 г. дарява 500 000 долара на Уикипедия.

### Личен живот
През май 2007 г. Сергей Брин се жени за Ан Воджицки. Ан през 1996 г. завършва Йейлския университет със специализация по биология и основава компанията 23andMe. Познанството ѝ с Брин датира от времето, когато сестра ѝ Сюзън Воджицки дава под наем на основателите на Google гаража си, където стартира бъдещата корпорация. В края на декември 2008 г. се ражда синът им Бенджи, а в края на 2011 г. – дъщеря им Хлоя Уоджин. През юни 2015 г. бракът официално е разтрогнат. 
На 7 ноември 2018 г. той се жени за Никол Шанахан, основател на юридически технологии. Двамата имат дъщеря, родена в края на 2018 г. Брин и Шанахан се разделят на 15 декември 2021 г., а Брин подава молба за развод на 4 януари 2022 г. Според Уолстрийт Джърнъл причината за раздялата им е афера между Шанахан и Илон Мъск, твърдение, отречено от Мъск и Шанахан.

## Благотворителност
Заедно с Марк Зъкърбърг и други от 2013 г. започат да дават ежегодна награда на учени в областта на биологичните изследвания и медицината (на английски: Breakthrough Prize in Life Sciences). Това е най-високо дотираната награда в науката с 3,0 милиона долара на учен.